# Holthausen (Schmallenberg)
Holthausen é uma localidade no município de Schmallenberg, no distrito de High Sauerland, na Renânia do Norte-Vestfália, Alemanha.
A aldeia tem 567 habitantes  e fica a leste do município de Schmallenberg, a uma altura de cerca de 492 m. Holthausen faz fronteira com as aldeias de Bad Fredeburg, Gleidorf, Huxel, Rellmecke, Niedersorpe e Winkhausen.
A vila pertenceu ao município de Oberkirchen em Amt Schmallenberg até o final de 1974.

## Galeria

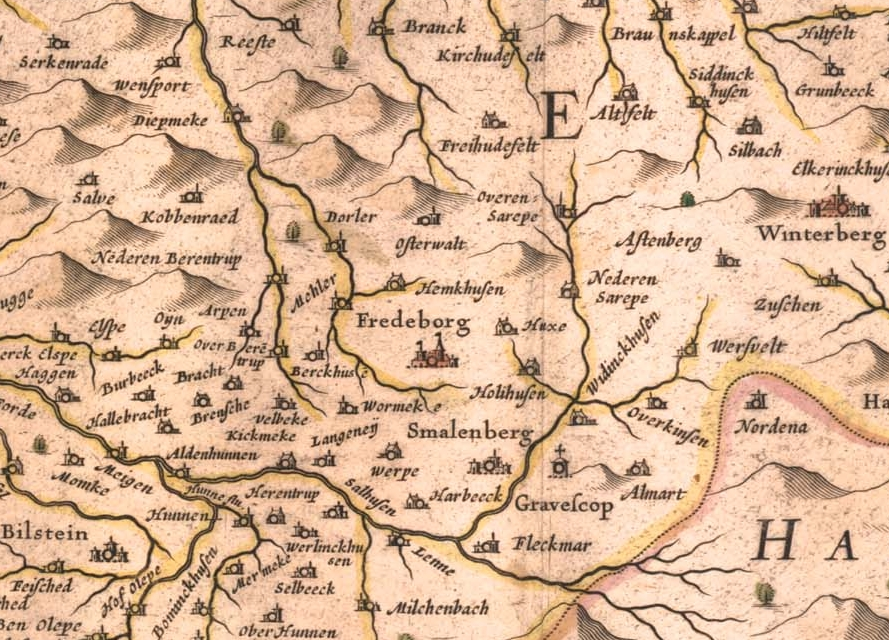
„Holihusen“ 1645 - Westphalia Ducatus (Ducado de Westphalia)
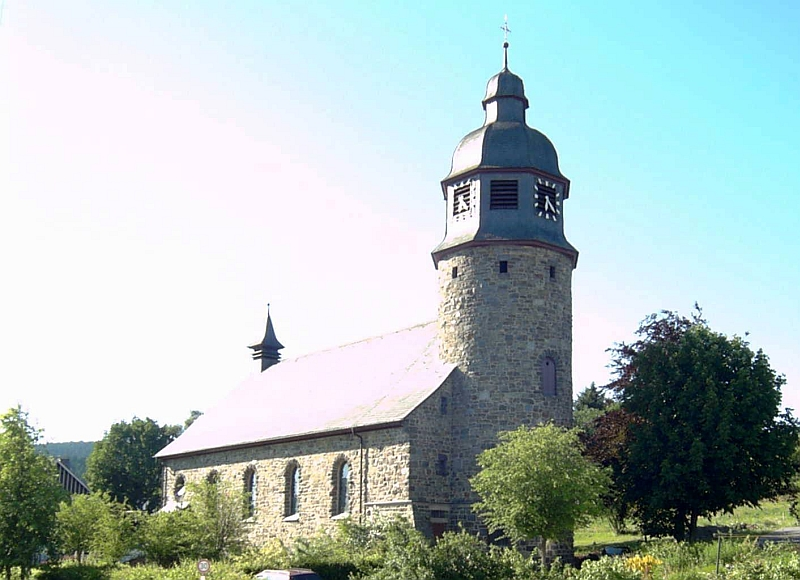
Igreja de São Miguel, Holthausen